# Seuil électoral
Le seuil électoral, ou quorum en Suisse, est le résultat minimal qu'un candidat ou une liste de candidats concourant à une élection doit obtenir afin d'être inclus dans la répartition des sièges, de se voir rembourser ses frais de campagne, ou encore pour accéder à un tour de scrutin ultérieur.
Il est le plus souvent en vigueur dans le cadre d'un système électoral proportionnel. Le seuil est le plus souvent exprimé en pourcentage de voix exprimées, mais aussi parfois en pourcentage des inscrits ou, plus rarement encore, en nombre de sièges obtenus.
Un des objectifs de la mise en place de seuils électoraux est de réduire l'émiettement de la représentativité au cours d'une législature. Ce système a pour conséquence d'inciter les partis politiques qui ne seraient pas assurés d'obtenir des sièges ou un remboursement de campagne de former des coalitions pour concourir aux élections conjointement à des partis proches.

## Seuil électoral légal
Les seuils électoraux ou quorum légaux peuvent être mis en place par les États ou collectivités dans trois cas principaux : 
- Participer à la répartition des sièges d'une assemblée délibérante (par la méthode d'Hondt, de Saint-Laguë, etc.) ;
- Accéder à un tour de scrutin ultérieur ;
- Obtenir un remboursement des frais de campagne.

Dans certains cas, un double seuil peut être mis en place, l'un à l'échelle d'une circonscription locale et l'autre à l'échelle nationale par exemple.
Aussi, il est possible que les seuils diffèrent en fonction de la nature de la candidature. Un parti se présentant seul pourra ainsi être soumis à un seuil moins élevé qu'une coalition.

## Seuil électoral «naturel»
En l'absence de seuil électoral fixé par la législation, il persiste un seuil dit « naturel » du fait que le scrutin proportionnel intervient pour pourvoir un nombre fixe de sièges, que ce soit dans une unique circonscription nationale ou dans plusieurs circonscriptions régionales. Étant lié au nombre de sièges, le seuil naturel varie en cas de modification du nombre de sièges composant la circonscription : il sera d'autant plus élevé que le nombre de sièges est petit,.
Le seuil naturel dit « théorique » est équivalent au quotient de Hare, c'est-à-dire le nombre total de voix divisé par le nombre total de sièges d'une circonscription. Le seuil naturel dit « effectif », le seuil qui permet en pratique à un parti d'être représenté dépend de divers facteurs, notamment le système de répartition des sièges utilisé. Le seuil naturel effectif est inférieur au seuil naturel théorique et varie lors de chaque élection,.
Bien que toute élection à la proportionnelle soit dotée de ce seuil mathématique appelé seuil « naturel » ou « réel », s'il n'existe pas de seuil légal, on parlera d'absence de seuil électoral. Le terme de seuil électoral « légal » ou « artificiel » étant utilisé pour désigner un seuil, fixé par la loi électorale, de voix minimale à atteindre pour accéder à la répartition des sièges.

## Utilisation dans le monde

### En Europe
Le tableau ci-dessous résume les seuils électoraux en vigueur pour les chambres basses des parlements nationaux (ou l'unique chambre le cas échéant) [réf. nécessaire]:
| Pays               | Pour les partis individuels                                         | Pour les autres types                                                            |
| ------------------ | ------------------------------------------------------------------- | -------------------------------------------------------------------------------- |
| Albanie            | 3 %                                                                 | 5 % pour des partis coalisés                                                     |
| Allemagne          | 5 % des "secondes voix" (zweite Stimme) lors des scrutins fédéraux  | Pas de seuil pour les minorités ethniques                                        |
| Arménie            | 5 %                                                                 | 7 % pour des partis coalisés                                                     |
| Autriche           | 4 % ou un Grundmandat dans certaines régions                        |                                                                                  |
| Belgique           | 5 %                                                                 |                                                                                  |
| Bosnie-Herzégovine | 3 %                                                                 |                                                                                  |
| Bulgarie           | 4 %                                                                 |                                                                                  |
| Chypre             | 3,6 %                                                               | (5 % pour Chypre du Nord)                                                        |
| Croatie            | 5 %                                                                 |                                                                                  |
| Danemark           | 2 % ou un mandat direct,                                            |                                                                                  |
| Espagne            | 3 % (à l'échelle des provinces)                                     |                                                                                  |
| Estonie            | 5 %                                                                 |                                                                                  |
| Géorgie            | 5 %                                                                 |                                                                                  |
| Grèce              | 3 %                                                                 |                                                                                  |
| Hongrie            | 5 %                                                                 | 10 % pour une coalition de 2 partis 15 % pour une coalition de 3 partis ou plus  |
| Islande            | 5 % (seulement pour les sièges compensatoires)                      |                                                                                  |
| Italie             | 3 %                                                                 |                                                                                  |
| Lettonie           | 5 %                                                                 |                                                                                  |
| Liechtenstein      | 8 %                                                                 |                                                                                  |
| Lituanie           | 5 %                                                                 | 7 % pour des partis coalisés                                                     |
| Moldavie           | 5 %                                                                 | 3 % pour des candidatures sans-parti 12 % pour des partis coalisés               |
| Monaco             | 5 %                                                                 |                                                                                  |
| Monténégro         | 3 %                                                                 |                                                                                  |
| Norvège            | 4 % (seulement pour les sièges compensatoires)                      |                                                                                  |
| Pologne            | 5 %                                                                 | 8 % pour des partis coalisés Pas de seuil pour les minorités ethniques           |
| Roumanie           | 5 %                                                                 | 10 % pour des partis coalisés                                                    |
| Russie             | 5 %                                                                 |                                                                                  |
| Saint-Marin        | 3,5 %                                                               |                                                                                  |
| Suède              | 4 % (à l'échelle nationale) 12 % (à l'échelle des circonscriptions) |                                                                                  |
| Serbie             | 5 %                                                                 | Pas de seuil pour les minorités ethniques                                        |
| Slovaquie          | 5 %                                                                 | 7 % pour les coalitions de 2 partis 10 % pour les coalitions de 3 partis ou plus |
| Slovénie           | 4 %                                                                 |                                                                                  |
| République tchèque | 5 %                                                                 | 8 % pour une coalition de 2 partis 11 % pour une coalition de 3 partis ou plus   |
| Turquie            | 7 %                                                                 | Pas de seuil pour les candidats indépendants                                     |
| Ukraine            | 5 %                                                                 |                                                                                  |

#### Cas de la France

##### Élection présidentielle
Le scrutin présidentiel ne présente pas de seuil électoral pour accéder au second tour : si aucun candidat n'obtient la majorité absolue, seuls les deux premiers candidats peuvent participer au second tour.
En revanche, les candidats qui ont obtenu plus de 5 % des voix ont un remboursement plus important de leurs frais de campagne.

##### Élections législatives
Pour être élu au premier tour, un candidat à une élection législative doit obtenir la majorité absolue et un nombre de suffrages au moins équivalent à 25 % des inscrits.
Si aucun candidat n'est élu au premier tour, tous les candidats ayant obtenu un nombre de suffrages au moins équivalent à 12,5 % des inscrits peuvent se maintenir.
Il est à noter que, lors des élections législatives de 1986, le scrutin était proportionnel avec des circonscriptions départementales ; le seuil électoral pour participer à la répartition des sièges était alors de 5 %.

##### Élections locales
Les élections départementales suivent les mêmes règles que les élections législatives.
Les élections régionales suivent un scrutin proportionnel possédant plusieurs seuils distincts. Au premier tour, les listes ayant un score supérieur à 10 % peuvent se maintenir au second tour ; les listes ayant un score supérieur à 5 % peuvent fusionner avec celles qui se maintiennent. Au second tour, les listes ayant un score supérieur à 5 % participent à la répartition des sièges.
Les élections municipales dans les communes de plus de 1000 habitants suivent les mêmes règles que les élections régionales.

#### Cas de la Turquie
En Turquie, le seuil est de 10 % au niveau national, une liste qui obtient 50 % dans une circonscription provinciale mais 9 % au niveau national n'obtient donc aucun député. Ce seuil très élevé a par le passé poussé au regroupement des formations et au vote tactique de la part des électeurs afin d'éviter que leur vote ne soit « perdu ». Lors des législatives de 2002, notamment, l'émiettement des voix amène à l'élimination de tous les partis sauf deux, l'AKP et le CHP se partageant la totalité des sièges tout en ayant recueilli respectivement 34 % et 19 % des voix. À l'inverse, au cours des législatives de juin 2015, le HDP aurait reçu de nombreuses voix en dehors de son socle électoral kurde de la part d'électeurs de l'opposition souhaitant éviter son élimination qui aurait entraîné une répartition des sièges au profit de l'AKP. Lors des élections législatives de juillet 2007, ce seuil a été contourné via la présentation de candidats (faussement) indépendants, non assujettis au seuil électoral, qui ont donc été élus et se sont "réaffiliés" à leur parti d'origine lors de la mise en place du nouveau parlement élu.
Depuis la modification constitutionnelle de 2017, cependant, la possibilité d'alliances préélectorales entre deux partis ou plus a été légalisée. Dans l'hypothèse où une partie seulement des membres d'une alliance parvient à franchir le seuil de 10 %, les partis ayant échoué à l'obtenir se verraient tout de même attribuer des sièges.

#### Cas des élections européennes
L'Union européenne impose à ses États-membres un scrutin proportionnel de liste pour élire le Parlement européen. Elle impose également à partir des élections européennes de 2024 un seuil d'attribution des sièges de 2 à 5 % pour les circonscriptions de plus de 35 sièges. En prévision de cette obligation, plusieurs pays mettent en place des seuils dès les élections précédentes en 2019, dont 9 pays avec des seuils à 5 % (France, Lituanie, Pologne, Slovaquie, République tchèque, Roumanie, Croatie, Lettonie, Hongrie), 3 pays à 4 % (Autriche, Italie, Suède), la Grèce à 3 %, Chypre à 1,8 %.
L'absence de seuil électoral en Allemagne permet l'entrée au parlement de partis petite dont les délégations peuvent ne compter que jusqu'à un seul unique représentant. L'absence de seuil électoral est induite par la Cour constitutionnelle allemande qui supprime les seuils nationaux de 2011 et 2014, mais ces seuils sont restitués par la législation nationale qui anticipe un changement dans la législation européenne.[style à revoir]

### Hors Europe
Le tableau ci-dessous résume les seuils électoraux en vigueur pour les Chambres basses des Parlements nationaux (ou l'unique chambre le cas échéant) [réf. nécessaire]:
| Pays             | Seuil électoral |
| ---------------- | --------------- |
| Argentine        | 3 %             |
| Bolivie          | 3 %             |
| Burundi          | 2 %             |
| Colombie         | 3 %             |
| Corée du Sud     | 3 %             |
| Fidji            | 5 %             |
| Indonésie        | 4 %             |
| Israël           | 3,25 %          |
| Kazakhstan       | 7 %             |
| Mozambique       | 5 %             |
| Népal            | 3 %             |
| Nouvelle-Zélande | 5 %             |
| Palestine        | 2 %             |
| Pérou            | 5 %             |
| Philippines      | 2 %             |
| Rwanda           | 5 %             |
| Taïwan           | 5 %             |
| Timor oriental   | 4 %             |
| Uruguay          | 1 %             |